# 제4대 밀퍼드헤이븐 후작 조지 마운트배튼
제4대 밀퍼드헤이븐 후작 조지 이바르 루이 마운트배튼(George Ivar Louis Mountbatten, 4th Marquess of Milford Haven, 1961년 6월 6일 ~ )은 1970년 이전에 메디나 백작(Earl of Medina)으로 불린 영국의 세습 귀족이자 사업가이다.
| 전임 데이비드 마운트배튼 | 영국의 밀퍼드헤이븐 후작 1970년 - 현재 |  |